# Черрі-Гіллс-Моллс (Колорадо)
Черрі-Гіллс-Моллс (англ. Cherry Hills Village) — місто (англ. city) в США, в окрузі Арапаго штату Колорадо. Населення — 6442 особи (2020).

## Географія
Черрі-Гіллс-Моллс розташоване за координатами 39°38′15″ пн. ш. 104°56′51″ зх. д. / 39.63750° пн. ш. 104.94750° зх. д. (39.637418, -104.947470).  За даними Бюро перепису населення США в 2010 році місто мало площу 16,26 км², з яких 16,08 км² — суходіл та 0,19 км² — водойми.

## Демографія
Згідно з переписом 2010 року, у місті мешкало 5987 осіб у 2017 домогосподарствах у складі 1767 родин. Густота населення становила 368 осіб/км².  Було 2151 помешкання (132/км²).
Расовий склад населення:
| - 94,5 % — білих - 2,3 % — азіатів - 0,9 % — чорних або афроамериканців - 0,1 % — корінних американців |

До двох чи більше рас належало 1,7 %. Частка іспаномовних становила 3,2 % від усіх жителів.
За віковим діапазоном населення розподілялося таким чином: 29,4 % — особи молодші 18 років, 55,9 % — особи у віці 18—64 років, 14,7 % — особи у віці 65 років та старші. Медіана віку мешканця становила 46,2 року. На 100 осіб жіночої статі у місті припадало 96,8 чоловіків;  на 100 жінок у віці від 18 років та старших — 95,2 чоловіків також старших 18 років.
Медіана доходів становила 202 536 доларів для чоловіків та 68 958 доларів для жінок. За межею бідності перебувало 2,1 % осіб, у тому числі 3,1 % дітей у віці до 18 років та 0,0 % осіб у віці 65 років та старших.
Цивільне працевлаштоване населення становило 2496 осіб. Основні галузі зайнятості: науковці, спеціалісти, менеджери — 23,8 %, фінанси, страхування та нерухомість — 23,7 %, освіта, охорона здоров'я та соціальна допомога — 20,9 %.